# Gustav zu Putlitz
Gustav Heinrich Gans Edler Herr von et zu Putlitz, né le 20 mars 1821 à Groß Pankow, près de Perleberg, en province de Brandebourg, et décédé dans cette même ville le 5 septembre 1890, est un homme de lettres prussien.  

## Biographie
Gustav zu Putlitz est issu de la famille noble Gans zu Putlitz (de) et est le fils d'Eduard Gans zu Putlitz (de). Son frère, Eugen Gans zu Putlitz (de), devient député de la chambre des seigneurs de Prusse. Après des études dans les Universités de Berlin et d’Heidelberg où il devient membre du Corps Guestphalia Heidelberg (de), Gustav zu Putlitz est attaché au gouvernement provincial de Magdebourg de 1846 à 1848.
En 1853, il épouse la comtesse Elisabeth von Königsmarck, fille d'Adolf von Königsmarck (de). Six enfants sont nés de ce mariage :
- Stephan (de) (1854-1883), professeur d'économie nationale
- Konrad (de) (1855-1924), propriétaire terrien et député de la chambre des seigneurs de Prusse
- Wolfgang Gans zu Putlitz (de) (1857-1931)
- Joachim Gans zu Putlitz (de) (1860-1922)
- Lita zu Putlitz (de) (1862-1935)
- Victor Gans zu Putlitz (1865-1867)

Il s'installe au palais de Königsmarck (de), où il reste jusqu’en 1863, année où il est nommé directeur du théâtre de Schwerin. Il quitte son poste en 1867 et devient temporairement chambellan du Kronprinz Frédéric de Prusse.
Enfin, de 1873 à 1889, il est directeur du théâtre de Karlsruhe.

## Œuvre
Gustav zu Putlitz commence sa carrière littéraire en 1850 avec un volume d’histoires romantiques, Was sich der Wald erzahlt. L’œuvre connaît un grand succès et est rééditée cinquante fois. Malgré tout, Putlitz se fait surtout connaître grâce à ses comédies, comme Badekuren (1859), Das Herz vergessen (1853), et Spielt nicht mit dem Feuer ! (1887). Plusieurs de ses récits, comme Die Alpenbraut et Walpurgis (tous deux publiés en 1870), ont également été célébrés par la critique.
Une sélection des œuvres de Putlitz, Ausgewählte Werke, a été publiée en six volumes à Berlin entre 1872 et 1877 et complétée par un septième volume en 1888. Les comédies de Putlitz, Lustspiele, sont quant à elles publiées en deux séries de quatre volumes entre 1851 et 1860 puis entre 1869 et 1872.